# The Crisis
The Crisis er en amerikansk stumfilm fra 1916 af Colin Campbell.

## Medvirkende
- George Fawcett som Silas Whipple.
- Matt Snyder som oberst Comyn Carvel.
- Bessie Eyton som Virginia Carvel.
- Tom Santschi som Stephen Brice.
- Eugenie Besserer som Mrs. Brice.